# Блейсвейк
Блейсвейк (нід. Bleiswijk, Нідерландською: [ˈblɛisʋɛik] ( прослухати)) — село в нідерландській провінції Південна Голландія. Входить до муніципалітету Лансінгерланд.
Його площа становить 21,96 км², а населення станом на January 2020 рік складало 10895 осіб.
До 2007 року мало статус окремого муніципалітету.